# Steven Holcomb
Steven Holcomb (Park City (Utah), 14 april 1980 - Lake Placid, 6 mei 2017) was een Amerikaans bobsleepiloot. Holcomb behaalde zijn grootste succes in 2010 door het winnen van olympisch goud in de viermansbob, dit was het eerste Amerikaans olympisch goud in de viermansbob in 62 jaar. Tijdens de Wereldkampioenschappen bobsleeën 2012 in eigen land won Holcomb driemaal goud. Tijdens het derde olympische optreden van Holcomb in Sotsji won hij zowel in de tweemansbob als in de viermansbob de zilveren medaille.
Holcomb leed aan de oogziekte Keratoconus. In mei 2017 werd Holcomb dood aangetroffen in zijn appartement

## Resultaten

### Olympische Winterspelen
| Jaar | Plaats    | Resultaten                               |
| ---- | --------- | ---------------------------------------- |
| 2006 | Turijn    | 14e tweemansbob 6e viermansbob           |
| 2010 | Vancouver | 6e in de tweemansbob · in de viermansbob |
| 2014 | Sotsji    | in de tweemansbob · in de viermansbob    |

### Wereldkampioenschappen
| Jaar | Plaats       | Resultaten                                                     |
| ---- | ------------ | -------------------------------------------------------------- |
| 2007 | Sankt Moritz | 4e in de tweemansbob 4e in de viermansbob                      |
| 2008 | Altenberg    | 10e in de tweemansbob · in de estafette                        |
| 2009 | Lake Placid  | in de tweemansbob · in de viermansbob · in de estafette        |
| 2011 | Königssee    | 6e in de tweemansbob · in de viermansbob · 9e in de estafette  |
| 2012 | Lake Placid  | in de tweemansbob · in de viermansbob · in de estafette        |
| 2013 | Sankt Moritz | 4e in de tweemansbob · in de viermansbob · in de estafette     |
| 2015 | Winterberg   | 17e in de tweemansbob 9e in de viermansbob 5e in de estafette  |
| 2016 | Igls         | 19e in de tweemansbob 21e in de viermansbob 7e in de estafette |
| 2017 | Königssee    | 7e in de tweemansbob 5e in de viermansbob 6e in de estafette   |

1924: Scherrer / Neveu / A.Schläppi / H.Schläppi ·
1928: Fiske / Tucker / Mason / Gray / Parke ·
1932: Fiske / Eagan / Gray / O'Brien ·
1936: Musy / Gartmann / Bouvier / Beerli ·
1948: Tyler / Martin / Rimkus / D'Amico ·
1952: Ostler / Kuhn / Nieberl / Kemser ·
1956: Kapus / Diener / Alt / Angst ·
1964: V.Emery / Kirby / Anakin / J.Emery ·
1968: Monti / De Paolis / Zandonella / Armano ·
1972: Wicki / Leutenegger / Camichel / Hubacher ·
1976: Nehmer / Babock / Germeshausen / Lehmann ·
1980: Nehmer / Musiol / Germeshausen / Gerhardt ·
1984: Hoppe / Wetzig / Schauerhammer / Kirchner ·
1988: Fasser / Meier / Fässler / Stocker ·
1992: Appelt / Schroll / Winkler / Haidacher ·
1994: Czudaj / Brannasch / Hampel / Szelig ·
1998: Langen / Zimmermann / Jakobs / Hampel ·
2002: Lange / Kühn / Kuske / Embach ·
2006: Lange / Hoppe / Kuske / Putze ·
2010: Holcomb / Mesler / Tomasevicz / Olsen ·
2014: Melbārdis / Dreiškens / Vilkaste / Strenga  ·
2018: Friedrich / Bauer / Grothkopp / Margis   ·
2022: Friedrich / Margis / Bauer / Schüller
- Library of Congress Control Number: no2013000230
- Virtual International Authority File: 295729236
- WorldCat: E39PBJwtpwDr86JfbRPW7Ywgrq